# Chamaeleo africanus
Chamaeleo africanus este o specie de cameleon din genul Chamaeleo, familia Chamaeleonidae, ordinul Squamata, descrisă de Laurenti 1768. Conform Catalogue of Life specia Chamaeleo africanus nu are subspecii cunoscute.